# موسيقى شائعة
الموسيقى الشائعة هي موسيقى ذات جاذبية واسعة تُوزع عادةً على جمهور كبير من خلال مجال صناعة الموسيقى. يُستمتع بهذه الأشكال والأنماط وتُنفذ من قِبل أشخاص بتدريب موسيقي قليل أو معدوم. تتعارض هذه الموسيقى مع كل من الموسيقى الفنية والموسيقى التقليدية أو «الشعبية». نُشرت الموسيقى الفنية تاريخياً من خلال عروض للموسيقى المكتوبة، إلا أنها انتشرت من خلال التسجيلات منذ بداية مجال صناعة الموسيقى. نُشرت أشكال الموسيقى التقليدية مثل أغاني التراتيل أو البلوز المبكر شفويًا، أو إلى جماهير محلية أصغر.
الاستعمال الأصلي للمصطلح يعود لموسيقى فترة ثمانينيات القرن التاسع عشر لتين بان آلي في الولايات المتحدة. على الرغم من أن الموسيقى الشائعة تُعرف أحيانًا باسم «موسيقى البوب»، إلا أن المصطلحين غير متقاطعين. الموسيقى الشائعة هي مصطلح عام لمجموعة متنوعة من أنواع الموسيقى التي تجذب أذواق شريحة كبيرة من السكان، بينما تشير موسيقى البوب عادة إلى نوع موسيقي معين ضمن الموسيقى الشائعة. عادةً ما تحتوي الأغاني والقطع الموسيقية الشائعة على ألحان قابلة للغناء بسهولة. يتضمن هيكل الأغنية للموسيقى الشائعة عادة تكرار الأقسام، مع تكرار المقطع والكورس، أو اللازمة طوال الأغنية، وتوفير البريدج لمقطع مضاد وانتقالي داخل القطعة الموسيقية.
في العقد الأول من القرن الحادي والعشرين، مع توفر الأغاني والمقطوعات كملفات صوتية رقمية، أصبح من السهل على الموسيقى الانتشار من بلد أو منطقة إلى أخرى. أصبحت بعض أشكال الموسيقى الشائعة عالمية، في حين تمتع البعض الآخر بشعبية واسعة في ثقافتهم الأصلية. من خلال مزيج الأصناف الموسيقية، تنشأ أشكال موسيقية شائعة جديدة لتعكس المثل العليا للثقافة العالمية. تُظهر أمثلة إفريقيا، وإندونيسيا، والشرق الأوسط كيف يمكن لأساليب موسيقى البوب الغربية أن تمتزج مع التقاليد الموسيقية المحلية لخلق أنماط هجينة جديدة.[بحاجة لتوضيح]

## تعريفها
صنف العلماء الموسيقى على أنها «شائعة» استنادًا إلى عوامل مختلفة، ضمن ذلك إذا كانت الأغنية أو المقطوعة معروفة للمستمعين بشكل رئيسي من سماع الموسيقى (على النقيض من الموسيقى الكلاسيكية، حيث يتعلم العديد من الموسيقيين مقطوعات من القطعة الموسيقية المدونة)؛ جاذبيتها للمستمعين المتنوعين؛ ومعاملتها كسلعة سوقية في سياق رأسمالي، وعوامل أخرى. مقياس آخر هو مبيعات «التسجيلات» أو القطعة الموسيقية. لاحظ ميدلتون ومانويل أن هذا التعريف يعاني من مشاكل لأنه لا يحسب العديد من عمليات الاستماع أو التشغيل لنفس الأغنية أو القطعة. يعد تقييم الجاذبية بناءً على حجم الجمهور (جاذبية جماعية) أو ما إذا كان الجمهور من فئة اجتماعية معينة طريقة أخرى لتحديد الموسيقى الشائعة، ولكن هذا أيضًا يعاني من مشاكل، إذ لا يمكن تطبيق الفئات الاجتماعية للأشخاص بدقة على الأنماط الموسيقية. يذكر مانويل أن أحد الانتقادات للموسيقى الشائعة هو أنها إنتاج تكتلات إعلامية كبيرة ومُستهلكة سلبيًا من الجمهور، الذي يشتري أو يرفض الموسيقى المُنتجة بكل بساطة. يدّعي أن المستمعين في هذا السيناريو لم يملكوا القدرة على اختيار موسيقاهم المفضلة، الأمر الذي يبطل المفهوم السابق للموسيقى الشائعة. علاوة على ذلك، «لقد تغير فهم الموسيقى الشائعة بمرور الوقت». يجادل ميدلتون أنه إذا أجريَ بحث في مجال الموسيقى الشائعة، فسيكون هناك مستوى من الاستقرار داخل المجتمعات لوصف الفترات التاريخية، وتوزيع الموسيقى، وأنماط التأثير، والاستمرارية داخل الأنماط الشائعة للموسيقى.

## التغييرات

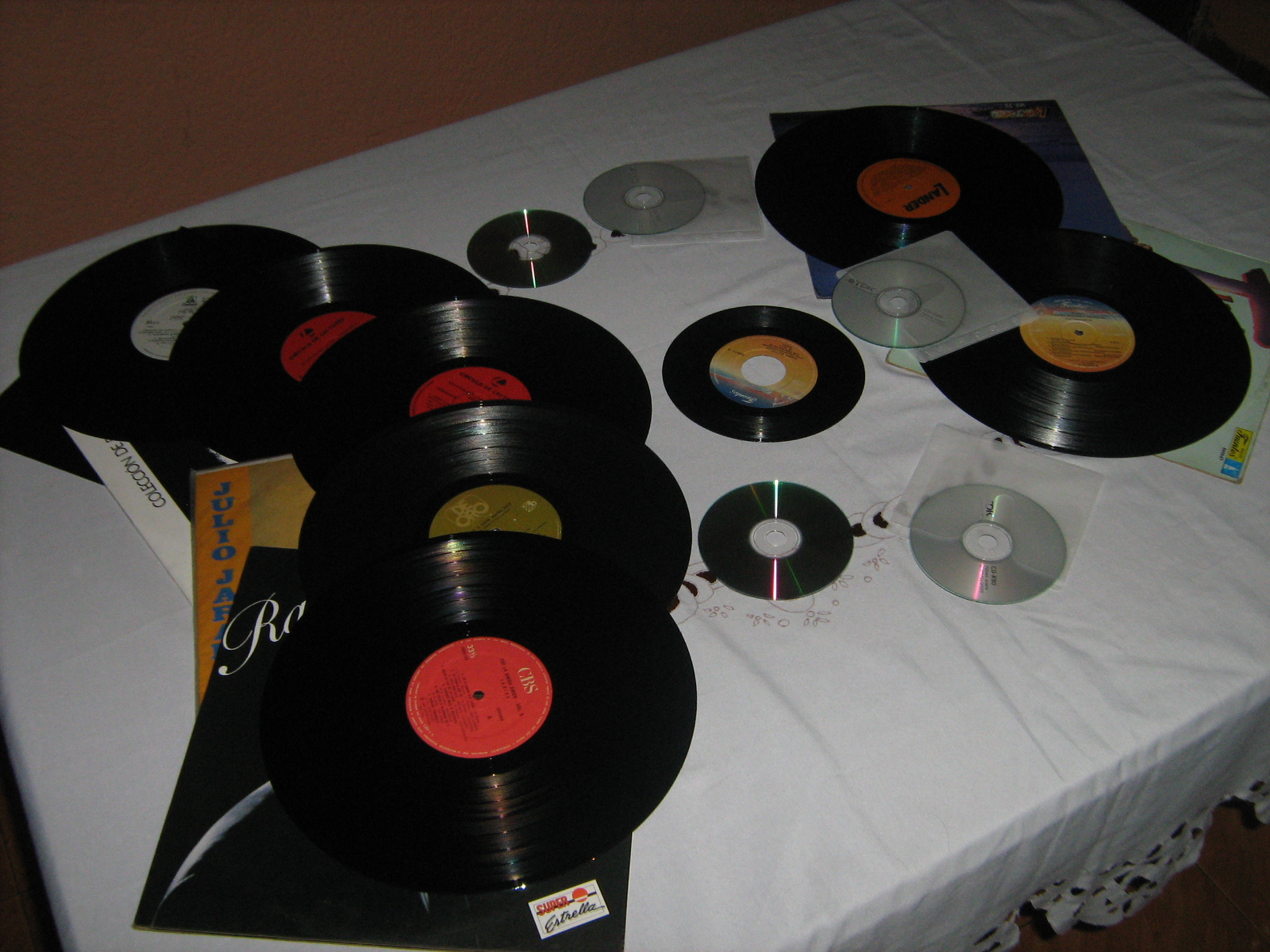
ألبومات الفينيل والأقراص مقاس 14 بوصة و7 بوصة وأقراص CD ROM

بالإضافة إلى العديد من التغييرات في الأصوات والتقنيات المحددة المستخدمة، كان هناك تحول في المحتوى والعناصر الرئيسية للموسيقى الشائعة منذ الستينيات. أحد التغييرات الرئيسية هو أن الموسيقى الشائعة أصبحت أبطأ. كان متوسط سرعة الإيقاع للأغاني الشائعة من الستينيات 116 دقة في الدقيقة، بينما بلغ المتوسط خلال عقد 2000 100 دقة في الدقيقة. بالإضافة إلى ذلك، كانت الأغاني المُشغلة في الراديو في الستينيات، في المتوسط، حوالي ثلاث دقائق فقط. في المقابل، كانت معظم الأغاني في تصنيفات بيلبورد لأفضل خمسة أغاني في 2018 بين 3:21 و 3:40 دقيقة. حدث انخفاض في استخدام المفاتيح الرئيسية وزيادة استخدام المفاتيح الثانوية منذ الستينيات؛ 85٪ من الأغاني كانت تستخدم مفتاح رئيسي في ذلك العقد، بينما حوالي 40٪ فقط من الأغاني تستخدم مفتاح رئيسي الآن. خضع موضوع وكلمات الموسيقى الشائعة لتغييرات كبيرة، فأصبح أكثر حزنًا، بالإضافة إلى معاداة اجتماعية وأكثر تركيزًا على الذات منذ الستينيات. كان هناك أيضًا اتجاه متزايد في المحتوى العاطفي للأغنية، والمفتاح، والإيقاع الذي لا يتبع الصلات المشتركة؛ على سبيل المثال، الأغاني السريعة ذات الموضوعات المحزنة أو في مفتاح ثانوي، أو الأغاني البطيئة بمحتوى أكثر سعادة أو في مفتاح رئيسي.

## منظور عالمي
على النقيض من الموسيقى الشائعة الغربية، يُصنف نوع الموسيقى المشهور خارج دولة غربية كموسيقى العالم. يحول هذا المسمى أنماط الموسيقى الشائعة إلى فئة غريبة وغير معروفة. يجانس المفهوم الغربي لـ «الموسيقى العالمية» العديد من الأنواع المختلفة من الموسيقى الشائعة تحت مصطلح واحد متاح للجماهير الغربية. قادت تكنولوجيا الإعلام الجديدة أنماط الموسيقى الحضرية لتصل إلى المناطق الريفية البعيدة في جميع أنحاء العالم. المناطق الريفية بدورها، قادرة على إعطاء تغذية راجعة للمراكز الحضرية حول أنماط الموسيقى الجديدة. ساهم التحضر، والحداثة، والتعرض للموسيقى الأجنبية، ووسائل الإعلام في إنتاج أنماط بوب حضرية هجينة. وجدت الأنماط الهجينة مساحة داخل الموسيقى الشائعة الغربية من خلال تعبيرات عن ثقافتها الوطنية. تقترض الثقافات المتلقية عناصر من الثقافات المضيفة وتغير المعنى والسياق الموجود في الثقافة المضيفة. بدورها، أصبحت العديد من الأنماط الغربية أنماطًا عالمية من خلال استوديوهات التسجيل متعددة الجنسيات.

### أفريقيا
انبثقت أنماط الموسيقى الأفريقية الشائعة من أنواع الترفيه التقليدية، بدلاً من التطور من الموسيقى المستخدمة مع بعض الاحتفالات التقليدية مثل حفلات الزفاف، أو الولادات، أو الجنازات. تأثرت الموسيقى الشائعة الأفريقية ككل بالدول الأوروبية، والموسيقى الأمريكية الأفريقية والأفريقية اللاتينية، والأنماط المناطقية المحددة التي أصبحت شائعة عبر مجموعة واسعة من الناس. على الرغم من الأهمية والمكانة القوية للثقافة في الموسيقى الأفريقية التقليدية، تميل الموسيقى الشائعة الأفريقية إلى البقاء في جذور الموسيقى الشائعة الأفريقية التقليدية.

### آسيا

#### إندونيسيا
يمكن تصنيف الموسيقى الشعبية في إندونيسيا على أنها أشكال هجينة من موسيقى الروك الغربية إلى أنواع نشأت في إندونيسيا وأصيلة الأسلوب. دانغدوت هو نوع من الموسيقى الشعبية الموجود على وجه التحديد في إندونيسيا. شكّل دانغدوت نمطين آخرين للموسيقى الشائعة، الإندو-بوب والأندرجراوند، ومعًا أنشئوا نوع جديد هجين أو منصهر. يأخذ هذا النوع آلات موسيقية صاخبة من الأندرجراوند، ولكنه مع ذلك يجعل من السهل الاستماع لها مثل موسيقى الإندو-بوب. يحاول دانغدوت تشكيل العديد من أنواع الموسيقى الشائعة مثل موسيقى الروك، والبوب، والموسيقى التقليدية لخلق هذا الصوت الجديد الذي يتماشى مع أذواق المستهلكين. تشكّل هذا النوع في حركة اجتماعية أكبر تشمل الملابس، وثقافة الشباب، وعودة الإسلام، وصناعة الترفيه الرأسمالية.

#### الصين
في دراسة أجريت عام 2015 شملت طلابًا صغارًا في شنغهاي، ذكر الشباب أنهم استمتعوا بالاستماع إلى كل من الجنسيات الصينية والآسيوية الأخرى والموسيقى الشعبية الأنجلو-أمريكية. هناك ثلاث طرق تُمكن الشباب في الصين من الوصول إلى الموسيقى العالمية. السبب الأول كان تغيير السياسة منذ أواخر السبعينيات، إذ انفتحت البلاد على بقية العالم بدلاً من أن تكون مكتفية ذاتيًا. خلق هذا المزيد من الفرص للشعب الصيني للتفاعل مع الناس خارج بلدهم الأصلي لخلق ثقافة معولمة أكثر. والسبب الثاني هو أن صناعة التلفزيون والموسيقى الصينية منذ الثمانينيات بثّت برامج تلفزيونية من المجتمعات الآسيوية المجاورة والغرب. السبب الثالث هو تأثير الإنترنت والهواتف الذكية على إمكانية الوصول إلى الموسيقى الدارجة.

#### الشرق الأوسط
ينطوي تحديث الموسيقى في العالم العربي على الاستلهام من الموسيقى التركية والأنماط الموسيقية الغربية. قالت الفنانة المصرية الراحلة أم كلثوم:
«يجب أن نحترم أنفسنا وفننا. لقد قدم الهنود مثالاً جيدًا لنا -إنهم يظهرون احترامًا كبيرًا لأنفسهم وفنونهم. أينما كانوا، يرتدون ملابسهم الأصلية وموسيقاهم معروفة في جميع أنحاء العالم. هذا هو الطريق الصحيح».